# Malcolm Spence
Malcolm Clive Spence (Johannesburg, 4 settembre 1937 – Howick, 30 dicembre 2010) è stato un velocista sudafricano specializzato nei 400 metri piani.

## Biografia
Partecipò ai Giochi olimpici di Melbourne 1956 ottenendo il sesto piazzamento nei 400 metri piani. Riprovò nell'edizione successiva, Roma 1960, conquistando la medaglia di bronzo nella specialità e il quarto posto nella staffetta 4×400 metri con Edward Jefferys, Edgar Davis e Gordon Day.
Nel 1958 aveva già preso parte ai Giochi dell'Impero Britannico (gli attuali Giochi del Commonwealth): vinse la medaglia d'argento nelle 440 iarde e la medaglia d'oro nella staffetta 4×440 iarde con Gert Potgieter, Gordon Day, e Gerald Evans.
I suoi trisavoli erano originari del Kent, in Inghilterra.

## Palmarès
| Anno | Manifestazione                | Sede      | Evento                | Risultato | Prestazione | Note                          |
| ---- | ----------------------------- | --------- | --------------------- | --------- | ----------- | ----------------------------- |
| 1956 | Giochi olimpici               | Melbourne | 400 metri piani       | 6º        | 48"40       |                               |
| 1958 | Giochi dell'Impero Britannico | Cardiff   | 440 iarde             | Argento   | 46"9        |                               |
| 1958 | Giochi dell'Impero Britannico | Cardiff   | Staffetta 4×440 iarde | Oro       | 3'08"21     |                               |
| 1960 | Giochi olimpici               | Roma      | 400 metri piani       | Bronzo    | 45"60       | Miglior prestazione personale |
| 1960 | Giochi olimpici               | Roma      | Staffetta 4×400 metri | 4º        | 3'05"18     |                               |